# ヨーロッパタヒバリ

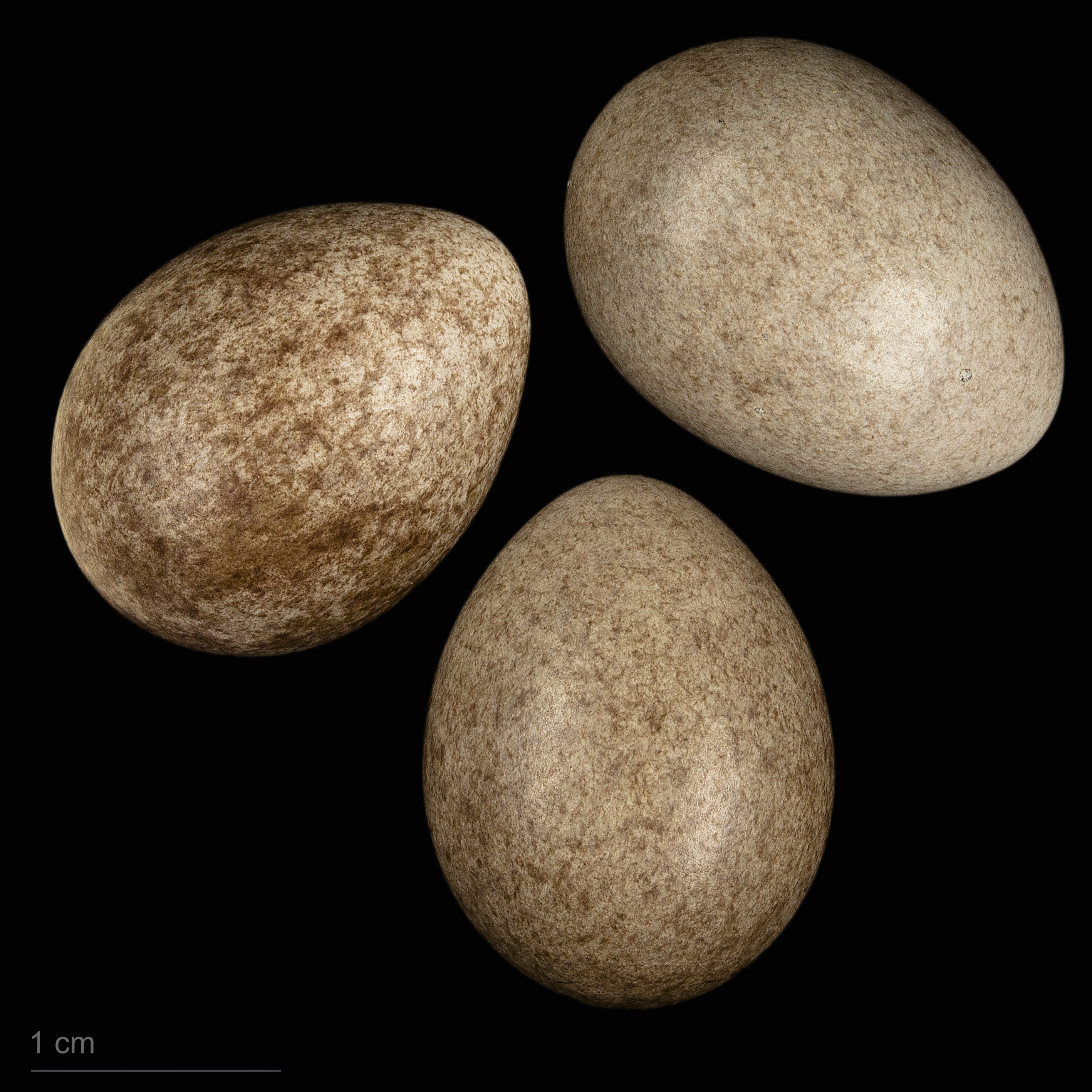
Anthus petrosus

ヨーロッパタヒバリ（学名：Anthus petrosus）は、スズメ目セキレイ科に分類される鳥類。